# Colonia Miguel Terrazas Rivera
Colonia Miguel Terrazas Rivera är en ort i Mexiko.   Den ligger i kommunen Acapulco de Juárez och delstaten Guerrero, i den södra delen av landet, 290 km söder om huvudstaden Mexico City. Colonia Miguel Terrazas Rivera ligger 29 meter över havet och antalet invånare är 558.
Terrängen runt Colonia Miguel Terrazas Rivera är kuperad åt nordväst, men åt sydost är den platt. Runt Colonia Miguel Terrazas Rivera är det tätbefolkat, med 397 invånare per kvadratkilometer. Närmaste större samhälle är Acapulco, 8,6 km väster om Colonia Miguel Terrazas Rivera. Omgivningarna runt Colonia Miguel Terrazas Rivera är en mosaik av jordbruksmark och naturlig växtlighet.